# Septimius-Severus-Bogen (Thugga)

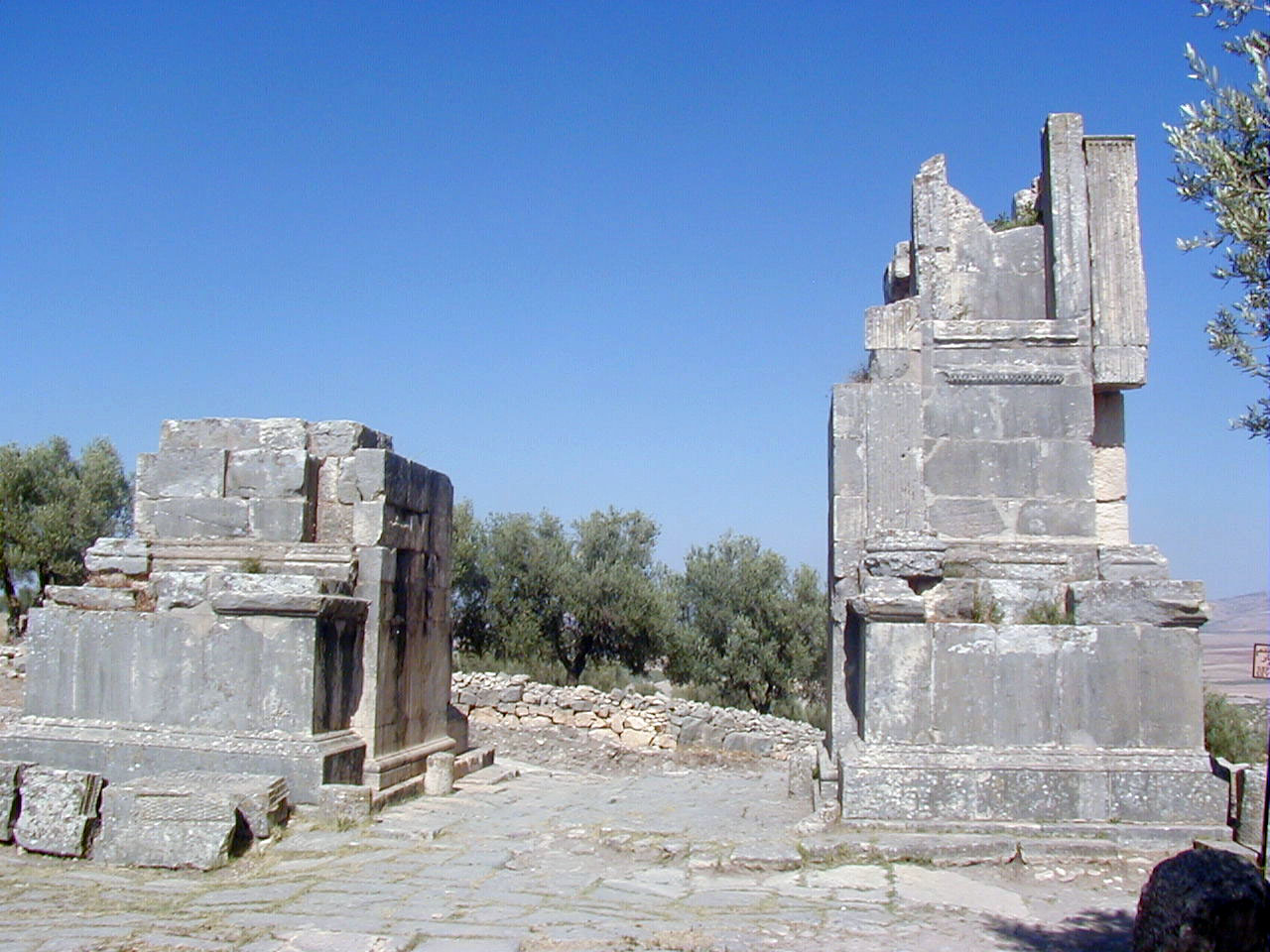
Septimius-Severus-Bogen in Thugga

Der Septimius-Severus-Bogen im tunesischen Thugga, dem heutigen Dougga, ist ein eintoriger Ehrenbogen, der im Jahr 205 zu Ehren von Septimius Severus, seiner Gemahlin Julia Domna sowie seiner Söhne Caracalla und Geta errichtet wurde.
Der Bogen erhob sich als östlicher Eingang zur Stadt westlich des Tempels für Pluto und lag am Ende der Straße von Theveste nach Thugga. Von dem Bogen stehen nur mehr die Pylone. Darüber hinaus wurden zahlreiche Fragmente insbesondere der Inschriften von der Attika gefunden. Die Pfeiler des eintorigen Bogens mit seinem etwa fünf Meter breiten Durchgang besitzen von Pilastern gerahmte Nischen. Die Kanneluren der Pilaster sind in ihrem unteren Drittel mit Rundstäben gefüllt. Die Pilasterbasen sind aufwendig mit Eierstab und lesbischem Kymation verziert. Vom sonstigen Aufbau fehlen die Bauglieder.
Vor den Pilastern erhoben sich einst Vollsäulen auf breit vor den Bogenpfeilern ruhenden Postamenten. Die Verbindung der Säulen zum Bogen wurde wahrscheinlich durch ein verkröpftes Gebälk hergestellt, dessen weiteres Aussehen unbekannt ist. In der Art seines Aufbaus steht der Bogen dem wenig jüngeren Alexander-Severus-Bogen in Thugga sehr nahe, auch wenn dessen Bauornamentik weniger ausgefeilt und aufwendig war.
Die in zahlreiche Fragmente zerbrochenen Dedikationsinschriften des Bogens wurden verstreut im Gelände gefunden. Mit Inschriften versehen waren außerdem die Postamente zu seiten des Durchgangs sowie die Basen der Statuen, die in den Nischen aufgestellt waren.
Aus der Titulatur des Kaisers Septimius Severus in den Inschriften der Attika lässt sich die Errichtung des Baus in das Jahr 205 datieren, und zwar in den Zeitraum von April bis Dezember des Jahres. Die Inschriften der stadtauswärts gerichteten Ost- und der stadteinwärts gerichteten Westseite unterschieden sich inhaltlich leicht. Während die Inschrift der Ostseite neben der Widmung an Septimius Severus, dessen ausführliche (und fiktive) genealogische Beziehungen hinab bis zu Kaiser Nerva aufgeführt werden, an seine Frau Iulia Domna und seinen Sohn Caracalla den Anlass der Errichtung des Baus nennt, ist die Inschrift der Westseite weniger ausführlich, nennt neben Septimius Severus nur Caracalla und dessen Bruder Geta als Empfänger der Ehrung und verzichtet auf den Anlass. Der Name Getas wurde im Jahr 212 entfernt, nachdem er mit der Damnatio memoriae bestraft worden war. Da der Name Fulvia Plautillas, der Ehefrau Caracallas, fehlt, muss zum Zeitpunkt der Errichtung des Bogens die Ehe bereits aufgelöst gewesen sein.
Als Anlass der Errichtung nennt die Inschrift der Ostseite die Gründung des municipium Septimium Aurelium liberum Thugga, das zuvor nur aus einer civitas und einem zu Karthago gehörenden pagus bestand.
Auf der Ostseite, die sich an den Besucher der Stadt wandte, waren die Statuen des Kaiserpaares aufgestellt – Septimius Severus in der Nische des südlichen Pfeilers, Iulia Domna auf der Nordseite –, während die Statuen der Söhne Caracalla in der nördlichen und Geta in der südlichen Nische auf der Stadtseite des Bogens Aufstellung fanden.
Seit 1997 ist der Bogen als Teil der Archäologischen Stätte von Dougga Weltkulturerbe der UNESCO.